# Maja Buždon Slomić
Maja Buždon Slomić (Praputnjak, pokraj Bakra, 15. kolovoza 1923.- Zagreb, 28. svibnja 1945.), bila je pripadnica ustaškog pokreta, u službi zapovjednice ženskog odjela koncentracijskog logora Stara Gradiška, te je osuđena i smaknuta zbog ratnih zločina.

## Životopis
Rođena je u mjestu Praputnjak, pokraj Bakra, 15. kolovoza 1923.. U međuratnom je razdoblju radila kao krojačica u Zagrebu, da bi se nakon izbijanja Drugoga svjetskog rata, njemačkim osvajanjem Kraljevine Jugoslavije i uspostavom NDH, priključila ustaškom pokretu, te je od jeseni 1942. bila imenovana zapovjednicom ženskog odjela koncentracijskog logora Stara Gradiška koji je radio kao dio sustava koncentracijskog logora Jasenovac. Preživjeli su je sumnjičili kako je sudjelovala u mučenjima i ubijanju zatvorenika logora, uglavnom  žena, djece i staraca. Tijekom svog službovanja u Jasenovcu, upoznaje se Mirkom Sliškovićem Slomićem, pripadnikom ustaške vojnice i jednim od nadstojnika Upravnog odjela logora Jasenovac, za kojeg se kasnije i udala. Prilikom završetka Drugoga svjetskog rata, u svibnju 1945., pred ulaskom partizanskih jedinica u Zagreb, nije se povlačila prema Austriji, nego se skrivala zajedno sa suprugom. Netko od bivših zatočenika logora Jasenovac ih je prepoznao te su bili uhićeni i izvedeni pred sud. 
Presudom broj 6., od 26. svibnja 1945., Vojnog suda Komande zagrebačkog područja, proglašena je krivom za počinjenje ratnih zločina i zločina počinjenih protiv civilnog stanovništva tijekom Drugoga svjetskog rata te je osuđena na smrtnu kaznu, koja je izvršena strijeljanjem, 28. svibnja 1945., u Zagrebu.
Tijekom boravka u zatvoru i čekanja izvršenja kazne bila je zajedno sa svojim suprugom, Mirkom Sliškovićem Slomićem, fotografirana od djelatnika zagrebačke OZN-e. Njezin je suprug također bio osuđen na smrtnu kaznu koja se izvršila strijeljanjem, 28. svibnja 1945., u Zagrebu.
Bila je navodno jedina ženska osoba iz ustaškog pokreta na tako visokim i rukovodećim dužnostima unutar sustava sabirnoga logora.